# Analyta calligrammalis
Analyta calligrammalis là một loài bướm đêm trong họ Crambidae.